# Heinrich Kittel

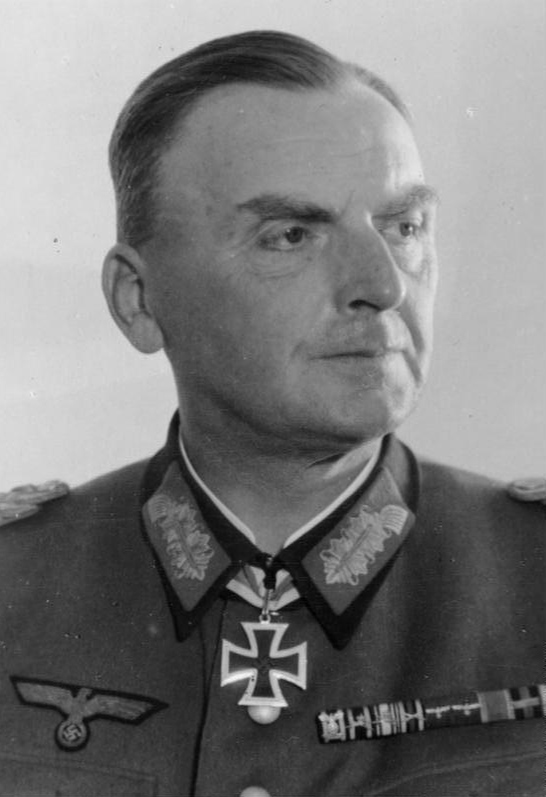
Heinrich Kittel

Heinrich Kittel (* 31. Oktober 1892 in Gerolzhofen; † 5. März 1969 in Ansbach) war ein deutscher Offizier, im Zweiten Weltkrieg zuletzt Generalleutnant und Kommandant der Festung Metz. Von ihm ist bekannt, dass er bereits während des Krieges über Massenerschießungen und Vernichtungslager informiert war.

## Leben
Kittel begann seine militärische Laufbahn 1911 mit dem Eintritt in das 2. Infanterie-Regiment „Kronprinz“ der Bayerischen Armee, mit dem er auch am Ersten Weltkrieg teilnahm. Er beendete diesen als Oberleutnant und Kompaniechef beim 703. Infanteriebataillon, das beim Asien-Korps im Nahen Osten eingesetzt war.
In der Reichswehr diente er von 1920 bis 1931 im 20. (Bayerisches) Infanterie-Regiment, unterbrochen von der Führergehilfenausbildung. Anschließend wurde er ins Heereswaffenamt versetzt. 1936 kehrte er als Bataillonskommandeur in den Truppendienst zurück und erhielt bei der Mobilmachung zum Überfall auf Polen im August 1939 den Befehl über das Infanterie-Regiment 42 der 46. Infanterie-Division. Mit diesem nahm er im folgenden Jahr auch am Westfeldzug teil. Im Mai 1941 wurde er abgelöst und in die Führerreserve des OKH versetzt, im August der Heeresgruppe Nord zugeteilt.
Ab Mai 1942 wurde Kittel, der kurz zuvor zum Generalmajor befördert worden war, als Kampfkommandant an verschiedenen Orten im südlichen Teil der Ostfront eingesetzt, darunter in Stalino, Rostow am Don, Saporoschje, Kriwoi Rog, Uman, Tarnopol, Lemberg und zuletzt in Krakau. Im November 1944 wurde er während des Kampfes um Metz zum Kommandanten der Festung Metz und Kommandeur der 462. Volksgrenadier-Division ernannt. Als solcher geriet er am 21. November 1944 verwundet in Gefangenschaft, aus der er 1947 entlassen wurde.
Kittel wurde mit dem Ritterkreuz des Eisernen Kreuzes sowie dem Deutschen Kreuz in Gold ausgezeichnet. Sein jüngerer Bruder, Generalmajor Friedrich Kittel, war ebenfalls Ritterkreuzträger.

## Kenntnisse vom Holocaust
Nachdem Kittel 1944 in Kriegsgefangenschaft geraten war, wurde er ins Offizierslager nach Trent Park verlegt, das vom britischen Geheimdienst systematisch abgehört wurde. Dort sind von ihm folgende Äußerungen überliefert:

„In Oberschlesien haben sie Leute einfach fabrikmäßig abgeschlachtet“

„In einer großen Halle sind die vergast worden“